# Liga de Campeones de la CAF 2025-26
La Liga de Campeones de la CAF 2025-26, llamada oficialmente TotalEnergies CAF Champions League por razones de patrocinio, será la 62.ª edición del torneo de fútbol a nivel de clubes más importante de África organizado por la Confederación Africana de Fútbol (CAF) y la 30.ª edición bajo el formato de Liga de Campeones de la CAF.

## Participantes
Participan 62 equipos de 50 asociaciones, los que aparecen en Negrita avanzan directamente a la segunda ronda:
| Asociación                      | Rank (Pts) | Equipo                                         | Clasificación                                             |
| ------------------------------- | ---------- | ---------------------------------------------- | --------------------------------------------------------- |
| Egipto                          | 1 (190,5)  | Al Ahly                                        | Campeón de la 2024–25 Egyptian Premier League             |
| Egipto                          | 1 (190,5)  | Pyramids CV                                    | Subcampeón de la 2024–25 Egyptian Premier League          |
| Marruecos                       | 2 (142)    | RS Berkane                                     | Campeón de la 2024–25 Botola                              |
| Marruecos                       | 2 (142)    | FAR Rabat                                      | Subcampeón de la 2024–25 Botola                           |
| Sudáfrica                       | 3 (131)    | Mamelodi Sundowns                              | Campeón de la 2024–25 South African Premier Division      |
| Sudáfrica                       | 3 (131)    | Orlando Pirates                                | Subcampeón de la 2024–25 South African Premier Division   |
| Argelia                         | 4 (130)    | MC Alger                                       | Campeón del 2024–25 Algerian Ligue Professionnelle 1      |
| Argelia                         | 4 (130)    | JS Kabylie                                     | Subcampeón del 2024–25 Algerian Ligue Professionnelle 1   |
| Tanzania                        | T–5 (82,5) | Young Africans                                 | Campeón de la 2024–25 Tanzanian Premier League            |
| Tanzania                        | T–5 (82,5) | Simba SC                                       | Subcampeón de la 2024–25 Tanzanian Premier League         |
| Túnez                           | T–5 (82,5) | Espérance de Tunis                             | Campeón de la 2024–25 Tunisian Ligue Professionnelle 1    |
| Túnez                           | T–5 (82,5) | US Monastir                                    | Subcampeón de la 2024–25 Tunisian Ligue Professionnelle 1 |
| Angola                          | 7 (55)     | Petro de Luanda                                | Campeón de la Girabola 2024–25                            |
| Angola                          | 7 (55)     | Wiliete SC                                     | Subcampeón de la Girabola 2024–25                         |
| República Democrática del Congo | 8 (45)     |                                                | Campeón de la Linafoot 2024-25                            |
| República Democrática del Congo | 8 (45)     | Subcampeón de la Linafoot 2024-25              |                                                           |
| Sudán                           | 9 (40)     | Al Hilal                                       | Campeón de la Sudan Premier League 2025                   |
| Sudán                           | 9 (40)     | Al Merrikh                                     | Subcampeón de la Sudan Premier League 2025                |
| Costa de Marfil                 | 10 (38)    | Stade d'Abidjan                                | Campeón de la 2024–25 Côte d'Ivoire Ligue 1               |
| Costa de Marfil                 | 10 (38)    | ASEC Mimosas                                   | Subcampeón de la 2024–25 Côte d'Ivoire Ligue 1            |
| Libia                           | 11 (24)    |                                                | Campeón de la Libyan Premier League 2024-25               |
| Libia                           | 11 (24)    | Subcampeón de la Libyan Premier League 2024-25 |                                                           |
| Nigeria                         | 12 (21)    | Remo Stars FC                                  | Campeón de la 2024-25 Nigeria Premier Football League     |
| Nigeria                         | 12 (21)    | Rivers United FC                               | Subcampeón de la 2024-25 Nigeria Premier Football League  |

| Asociación               | Rank (Pts) | Equipo                      | Clasificación                                               |
| ------------------------ | ---------- | --------------------------- | ----------------------------------------------------------- |
| Mali                     | 13 (18,5)  | Stade Malien                | Campeón de la Malian Première Division 2024-25              |
| Ghana                    | 14 (16)    | Bibiani Gold Stars          | Campeón de la 2024–25 Ghana Premier League                  |
| Guinea                   | 15 (12)    | Horoya                      | Campeón de la 2024–25 Guinée Championnat National           |
| Botsuana                 | 16 (8)     | Gaborone United             | Campeón de la 2024–25 Botswana Premier League               |
| Mauritania               | 17 (8)     | FC Nouadhibou               | Subcampeón de la Super D1 2024-25                           |
| Senegal                  | 18 (8)     | ASC Diaraf                  | Campeón de la Premier League de Senegal 2024-25             |
| República del Congo      | 19 (9.5)   | AC Léopards                 | Campeón de la Congo Ligue 1 2023-24                         |
| Camerún                  | 20 (7)     | Colombe Sportive            | Campeón de la Elite One 2024-25                             |
| Togo                     | T-21 (3)   | ASC Kara                    | Campeón del Togolese Championnat National 2024-25           |
| Uganda                   | T-21 (3)   | Vipers SC                   | Campeón de la 2024–25 Uganda Premier League                 |
| Mozambique               | T-23 (2,5) | Associação Black Bulls      | Campeón de la Moçambola 2024                                |
| Zambia                   | T-23 (2,5) | Power Dynamos               | Campeón de la 2024–25 Zambia Super League                   |
| Suazilandia              | T-25 (1)   | Nsingizini Hotspurs         | Campeón de la Premier League de Suazilandia 2024-25         |
| Níger                    | T-25 (1)   | AS FAN                      | Campeón de la Premier League de Níger 2024-25               |
| Burkina Faso             | 27 (0,5)   | Rahimo FC                   | Campeón de la Premier League de Burkina Faso 2024-25        |
| Benín                    | —          | Dadjè FC                    | Campeón de la Premier League de Benín 2024-25               |
| Burundi                  | —          | Aigle Noir                  | Campeón de la Premier League de Burundi 2024-25             |
| República Centroafricana | —          | Tempête Mocaf               | Campeón de la Central African Republic League 2024-25       |
| Comoras                  | —          | US Zilimadjou               | Campeón de la Premier League de Comoras 2024-25             |
| Yibuti                   | —          | Ali Sabieh/Djibouti Télécom | Campeón de la Premier League de Yibuti 2024-25              |
| Etiopía                  | —          | Ethiopian Insurance         | Campeón de la 2024–25 Ethiopian Premier League              |
| Gabón                    | —          | AS Mangasport               | Campeón de la Championnat du Gabon de football 2024–25      |
| Gambia                   | —          | Real de Banjul              | Campeón de la 2024–25 GFA League First División             |
| Guinea Ecuatorial        | —          | Fundación Bata              | Campeón de la Primera División de Guinea Ecuatorial 2024–25 |
| Kenia                    | —          | Kenya Police                | Campeón de la FKF Premier League 2024–25                    |
| Lesoto                   | —          | Lioli FC                    | Campeón de la Lesotho Premier League 2024–25                |
| Liberia                  | —          | FC Fassell                  | Campeón de la Liberian First Division 2024–25               |
| Madagascar               | —          | Elgeco Plus                 | Campeón de la Malagasy Pro League 2024–25                   |
| Malaui                   | —          | Silver Strikers             | Campeón de la Super League of Malawi 2024                   |
| Mauricio                 | —          | Cercle de Joachim           | Campeón de la Mauritian Premier League 2024–25              |
| Namibia                  | —          | African Stars               | Campeón de la Namibia Premier Football League 2024-25       |
| Ruanda                   | —          | APR                         | Campeón de la Premier League de Ruanda 2024-25              |
| Seychelles               | —          | Côte d'Or FC                | Campeón de la Premier League de Seychelles 2024-25          |
| Sierra Leona             | —          | East End Lions              | Campeón de la Sierra Leone National Premier League 2024-25  |
| Somalia                  | —          | Mogadishu City              | Campeón de la Somali First Division 2024-25                 |
| Sudán del Sur            | —          | Jamus FC                    | Campeón del South Sudan Football Championship 2025          |
| Zanzíbar                 | —          | Mlandege FC                 | Campeón de la Premier League de Zanzíbar 2024-25            |
| Zimbabue                 | —          | Simba Bhora                 | Campeón de la 2024 Zimbabwe Premier Soccer League           |

Asociaciones que no enviaron equipo
- Cabo Verde
- Chad
- Eritrea
- Guinea-Bisáu
- Reunión
- Santo Tomé y Príncipe

## Calendario
El calendario de la competición es el siguiente:
| Fase                     | Fecha                    | Sorteo              | Ida                              | Vuelta                           |
| ------------------------ | ------------------------ | ------------------- | -------------------------------- | -------------------------------- |
| Primera ronda preliminar | Primera ronda preliminar | 9 de agosto de 2025 | 19-21 de septiembre de 2025      | 26-28 de septiembre de 2025      |
| Segunda ronda preliminar | Segunda ronda preliminar | 9 de agosto de 2025 | 17-19 de octubre de 2025         | 24-26 de octubre de 2025         |
| Fase de grupos           | Jornada 1                | TBA                 | 21-23 de noviembre de 2025       | 21-23 de noviembre de 2025       |
| Fase de grupos           | Jornada 2                | TBA                 | 28-30 de noviembre de 2025       | 28-30 de noviembre de 2025       |
| Fase de grupos           | Jornada 3                | TBA                 | 23-25 de enero de 2026           | 23-25 de enero de 2026           |
| Fase de grupos           | Jornada 4                | TBA                 | 30 de enero-1 de febrero de 2026 | 30 de enero-1 de febrero de 2026 |
| Fase de grupos           | Jornada 5                | TBA                 | 6-8 de febrero de 2026           | 6-8 de febrero de 2026           |
| Fase de grupos           | Jornada 6                | TBA                 | 13-15 de febrero de 2026         | 13-15 de febrero de 2026         |
| Fase eliminatoria        | Cuartos de final         | TBA                 | 13-15 de marzo de 2026           | 20-22 de marzo de 2026           |
| Fase eliminatoria        | Semifinales              | TBA                 | 10-12 de abril de 2026           | 17-19 de abril de 2026           |
| Fase eliminatoria        | Final                    | TBA                 | 8-24 de mayo de 2026             | 8-24 de mayo de 2026             |

## Resultados

### Primera ronda
Participarán 60 de los 62 clubes clasificados, con excepción del campeón defensor y el equipo mejor posicionado del ranking de clubes de la CAF.
| Equipo 1            | Agr. | Equipo 2                    | Ida | Vuelta |
| ------------------- | ---- | --------------------------- | --- | ------ |
| Aigle Noir          | 1    | Ali Sabieh/Djibouti Télécom | –   | –      |
| Ethiopian Insurance | 2    | Mlandege FC                 | –   | –      |
| APR                 | 3    | Pyramids                    | –   | –      |
| Mogadishu City      | 4    | Kenya Police                | –   | –      |
| Jamus FC            | 5    | Al Hilal                    | –   | –      |
| Rahimo FC           | 6    | AS Mangasport               | –   | –      |
| AS FAN              | 7    | Espérance de Tunis          | –   | –      |
| Dadjè FC            | 8    | Libia 1                     | –   | –      |
| ASC Kara            | 9    | RS Berkane                  | –   | –      |
| East End Lions      | 10   | US Monastir                 | –   | –      |
| Bibiani Gold Stars  | 11   | JS Kabylie                  | –   | –      |
| Fundación Bata      | 12   | FC Nouadhibou               | –   | –      |
| Tempête Mocaf       | 13   | Stade Malien                | –   | –      |
| Libia 2             | 14   | Horoya                      | –   | –      |
| Real de Banjul      | 15   | FAR Rabat                   | –   | –      |
| Colombe Sportive    | 16   | ASC Diaraf                  | –   | –      |
| FC Fassell          | 17   | MC Alger                    | –   | –      |
| Remo Stars FC       | 18   | US Zilimadjou               | –   | –      |
| Simba Bhora         | 19   | Nsingizini Hotspurs         | –   | –      |
| Gaborone United     | 20   | Simba SC                    | –   | –      |
| Elgeco Plus         | 21   | Silver Strikers             | –   | –      |
| Wiliete SC          | 22   | Young Africans              | –   | –      |
| Côte d'Or FC        | 23   | Stade d'Abidjan             | –   | –      |
| Cercle de Joachim   | 24   | Petro de Luanda             | –   | –      |
| AC Léopards         | 25   | Associação Black Bulls      | –   | –      |
| RD Congo 1          | 26   | Rivers United FC            | –   | –      |
| African Stars       | 27   | Vipers SC                   | –   | –      |
| Power Dynamos       | 28   | ASEC Mimosas                | –   | –      |
| RD Congo 2          | 29   | Al Merrikh                  | –   | –      |
| Lioli FC            | 30   | Orlando Pirates             | –   | –      |

### Segunda ronda
Los 30 ganadores de la primera ronda se unirán en esta eliminatoria a los clubes Mamelodi Sundowns y Al Ahly, los cuales avanzaron directamente a esta etapa al tratarse del campeón defensor y el equipo mejor posicionado en el ranking de clubes de la CAF.